# SCORE
SCORE (абревіатура від англійського Signal Communication by Orbiting Relay Equipment, передача сигналу через орбітальний ретранслятор) — американський супутник зв'язку. Перший у світі супутник зв'язку. Апарат мав довести можливість космічного зв'язку і з'ясувати можливі проблеми.
18 грудня 1958 року о 23:02 UMC з мису Канаверал було успішно запущено ракету-носій «Атлас-Бі» з приєднаним апаратом SCORE. Апарат і супутник разом важили 3980 кг (супутник важив 70 кг), що давало підстави заявляти про запуск найважчого у світ супутника для перевершення радянського рекорду — «Супутник-3», запущений 15 травня 1958 року, важив 1327 кг.
Корпус ракети працював антеною. Апарат мав два приймачі-передавачі, які працювали на частотах 132,435 і 132,095 МГц. Робота відбувалась в режимі уповільненої ретрансляції — отриманий сигнал записувався на магнітну стрічку. Джерелами живлення були срібно-цинкові батареї ємністю 45 ампер-годин з напругою 18 вольт. Зв'язок тривав приблизно 4 хвилини впродовж одного оберту. Ретранслювався один телефонний або 7 телетайпних каналів. Супутник працював 12 діб, перебував на орбіті 34 доби замість планованих 20 і згорів у атмосфері 21 січня 1959 року.